# Liste der Weihbischöfe in Prag

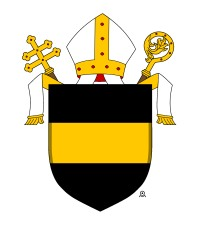
Erzbistum Prag – Wappen

Die folgenden Personen sind beziehungsweise waren Weihbischöfe des Bistums/Erzbistums Prag (Auswahl)
| Nr. | Bischof                                     | von  | bis  | Beschreibung | Darstellung | Wappen |
| --- | ------------------------------------------- | ---- | ---- | --- | ----------- | ------ |
| 00  | Kryšpín Fuk von Hradiště OPraem             | 1644 | 1653 | 1609 zum Priester geweiht, am 18. April 1644 zum Titularbischof von Trapezus und Weihbischof in Prag ernannt, konsekr. am 26. Juli 1644, † 23. August 1653 |             |        |
| 01  | Giuseppe Corti                              | 1654 | 1662 | verdeutscht auch Josef de Corte, * 1593 in Pavia, 1617 zum Priester geweiht, am 22. Juni 1654 zum Titularbischof von Sebastea und Weihbischof in Prag ernannt, konsekr. am 6. September 1654, † 30. März 1662                                                                 |             |        |
| 02  | Daniel Vitus Nastoupil                      | 1664 | 1665 | am 15. Dezember 1664 zum Titularbischof von Constantina und Weihbischof in Prag ernannt, konsekr. am 30. Mai 1665, † 21. November 1665 |             |        |
| 03  | Otto Reinhold Andrimont OSA                 | 1669 | 1674 | *1625, am 9. September 1669 zum Titularbischof von Diocaesarea in Isauria und zum Weihbischof in Prag ernannt, em. am 22. November 1674 |             |        |
| 04  | Antonius Sotomayor OSB                      | 1675 | 1679 | * 1612, am 28. Januar 1675 zum Titularbischof in Selymbria und zum Weihbischof in Prag ernannt, † 1679 |             |        |
| 05  | Johann Ignaz Dlouhovesky                    | 1679 | 1701 | * 6. Februar 1638 in Prag, am 21. Dezember 1661 zum Priester geweiht, am 10. April 1679 zum Titularbischof von Milevum und Weihbischof in Prag ernannt, am 11. Juni 1679 zum Bischof geweiht, † 10. Januar 1701                                                               |             |        |
| 06  | Vitus Seipel                                | 1701 | 1711 | * 21. Dezember 1650 in Landeck, am 5. März 1678 zum Priester geweiht, am 3. Januar 1701 zum Titularbischof von Hierapolis in Isauria und zum Weihbischof und 1709 zum Generalvikar in Prag ernannt, † 9. März 1711                                                            |             |        |
| 07  | Johann Rudolf von Sporck (Jan Rudolf Špork) | 1729 | 1759 | * 27. März 1696 in Prag, am 15. Juli 1719 zum Priester geweiht, am 7. Februar 1729 zum Titularbischof von Adrasus und zum Weihbischof in Prag ernannt, am 24. Februar 1729 zum Bischof geweiht, † 21. Januar 1759                                                             |             |        |
| 08  | Daniel Joseph Mayer von Mayern              | 1711 | 1731 | * 16. Januar 1651 in Wartenberg, am 17. Dezember 1679 zum Priester geweiht, am 17. April 1711 zum Titularbischof von Tiberias und zum Weihbischof in Prag ernannt, am 9. Oktober 1712 zum Bischof geweiht, am 4. November 1731 Erzbischof von Prag, † 10. April 1733          |             |        |
| 09  | Zdenko Georg Chrzepíczky von Modliskovic    | 1743 | 1755 | * 17. Mai 1678 in Sedlec, am 12. März 1701 zum Priester geweiht, am 23. September 1743 zum Titularbischof von Mennith und zum Weihbischof in Prag ernannt, † 16. Mai 1755 |             |        |
| 10  | Anton Johann Wenzel Wokaun (Woknau)         | 1748 | 1757 | * 8. März 1691 in Bezno, am 6. April 1715 zum Priester geweiht, am 16. September 1748 zum Weihbischof in Prag ernannt, Titularbischof von Callinicum, † 7. Februar 1757 |             |        |
| 11  | Emmanuel Ernst von Waldstein                | 1756 | 1759 | * 17. Juli 1716 in Prag, am 17. Dezember 1740 zum Priester geweiht, am 23. Mai 1756 zum Titularbischof von Amyclae und zum Weihbischof in Prag ernannt, am 19. Juli 1759 Bischof von Leitmeritz, † 7. Dezember 1789                                                           |             |        |
| 12  | Johann Andreas Kayser von Kaysern           | 1760 | 1776 | * 29. November 1716 in Wegstädtl, am 19. Dezember 1739 zum Priester geweiht, am 3. März 1760 zum Titularbischof von Themisonium und zum Weihbischof in Prag ernannt, am 14. Mai 1775 Bischof von Königgrätz, † 5. Mai 1776                                                    |             |        |
| 13  | Joseph Paul Sedeler                         | 1775 | 1776 | 25. Januar 1735 in Prag, am 18. Dezember 1757 zum Priester geweiht, am 11. September 1775 zum Titularbischof von Lycopolis und Weihbischof in Prag ernannt, † 4. September 1776                                                                                               |             |        |
| 14  | Franz Xaver Twrdy                           | 1776 | 1779 | * 27. November 1715 in Blatná, am 17. Februar 1742 zum Priester geweiht, am 16. Dezember 1776 zum Titularbischof von Hippos und Weihbischof in Prag ernannt, † 22. März 1779                                                                                                  |             |        |
| 15  | Johann Mathäus Schweiberer                  | 1779 | 1781 | * 22. Februar 1711 in Weseritz, am 7. April 1738 zum Priester geweiht, am 17. Juli 1779 zum Titularbischof von Antipatris und Weihbischof in Prag ernannt, konsekriert am 15. August 1779, † 27. Juni 1781                                                                    |             |        |
| 16  | Erasmus Dionys Krieger                      | 1781 | 1792 | * 4. März 1738 in Mašťov, am 7. März 1761 zum Priester geweiht, am 17. September 1781 zum Titularbischof von Tiberias und Weihbischof in Prag ernannt, konsekriert am 28. Oktober 1781, † 27. Dezember 1792                                                                   |             |        |
| 17  | Wenzel Leopold Chlumčanský von Přestavlk    | 1795 | 1801 | * 15. November 1749 in Hoštice, am 19. Dezember 1772 zum Priester geweiht, am 1. Juni 1795 zum Titularbischof von Cydonia und zum Weihbischof in Prag ernannt, am 15. Oktober 1801 Bischof von Leitmeritz, am 30. Juni 1802 Erzbischof von Prag, † 14. Juni 1830              |             |        |
| 18  | Ján Baptist Richolosky                      | 1808 | 1809 | * 24. Dezember 1752 in Poniklá, am 1. Juni 1776 zum Priester geweiht, am 11. Januar 1808 zum Titularbischof Thermae Basilicae und Weihbischof in Prag ernannt, konsekriert am 27. September 1809                                                                              |             |        |
| 19  | Johann Franz Wilhelm Tippmann               | 1832 |      | * 11. Juni 1786 in Prag, am 17. Dezember 1832 zum Titularbischof von Satala in Armenia und zum Weihbischof in Prag ernannt |             |        |
| 20  | Carl Franz Prucha                           | 1871 | 1883 | * 6. September 1818 in Gratzen, am 6. März 1871 zum Titularbischof von Ioppe und Weihbischof in Prag ernannt |             |        |
| 21  | Karl Schwarz                                | 1884 |      | * 30. September 1828 in Drozdov, am 27. März 1884 zum Titularbischof von Anastasiopolis und zum Weihbischof in Prag ernannt |             |        |
| 22  | Ferdinand Johann Nepomuk Kalous             | 1891 | 1907 | * 29. Februar 1836 in Cerny, am 15. Juli 1866 zum Priester geweiht, am 1. Oktober 1891 zum Titularbischof von Gratianopolis und Weihbischof in Prag ernannt, † 19. September 1907                                                                                             |             |        |
| 23  | Wenzeslaus Frind                            | 1901 | 1932 | * 26. Januar 1843 in Hainspach, im Juni 1866 zum Priester geweiht, am 15. Juli 1901 zum Titularbischof von Gadara und zum Weihbischof in Prag ernannt, emeritiert 1917, † 2. September 1932                                                                                   |             |        |
| 24  | Franz Brusák                                | 1908 | 1918 | * 1. November 1840 in Ohaveč, am 61. Mai 1908 zum Titularbischof von Acmonia und zum Weihbischof in Prag ernannt, † 5. April 1918 |             |        |
| 25  | Georg Glosauer                              | 1917 | 1926 | * 22. Juni 1860 in Schweißig, am 7. Juli 1917 zum Titularbischof von Hermopolis Maior und zum Weihbischof in Prag ernannt, † 9. Juni 1926 |             |        |
| 26  | Johann Sedlák                               | 1917 | 1930 | * 9. April 1854 in Tajanov, am 7. Juli 1917 zum Titularbischof von Tacapae und zum Weihbischof in Prag ernannt, † 10. Oktober 1930 |             |        |
| 27  | Anton Podlaha                               | 1920 | 1932 | 22. Januar 1865 in Prag, am 5. Juli 1888 zum Priester geweiht, am 8. März 1920 zum Titularbischof von Paphus und Weihbischof in Prag ernannt, † 14. Februar 1932 |             |        |
| 28  | Jan Remiger                                 | 1929 | 1941 | * 4. Mai 1879 in Weshorsch, am 24. Mai 1902 zum Priester geweiht, am 16. Dezember 1929 zum Titularbischof von Dadima und Weihbischof in Prag ernannt, 1941 emeritiert † 21. Mai 1959                                                                                          |             |        |
| 29  | Antonin Eltschkner                          | 1933 | 1961 | * 4. Januar 1880 in Polička, am 18. März 1905 in Rom zum Priester geweiht, am 10. Februar 1933 zum Titularbischof von Zephyrium und Weihbischof in Prag ernannt, konsekriert am 19. März 1933, † 22. Februar 1961                                                             |             |        |
| 30  | Kajetán Matoušek                            | 1949 | 1992 | * 7. August 1910 in Prag, am 22. Dezember 1934 zum Priester geweiht, am 29. August 1949 zum Titularbischof von Serigene und zum Weihbischof in Prag ernannt, konsekriert am 17. September 1949, emeritiert 5. Juni 1992, † 21. Oktober 1994                                   |             |        |
| 31  | Ladislav Hlad                               | 1950 | 1979 | |             |        |
| 32  | Jan Lebeda                                  | 1988 | 1991 | * 23. April 1913 in Prag, am 20. Juni 1937 zum Priester geweiht, am 19. Mai 1988 zum Titularbischof Novi und Weihbischof in Prag ernannt, geweiht am 11. Juni 1988, † 5. November 1991                                                                                        |             |        |
| 33  | Jaroslav Škarvada                           | 1982 | 2002 | * 14. September 1924 in Prag, am 12. März 1949 zum Priester geweiht, am 18. Dezember 1982 zum Titularbischof von Litomyšl und zum Weihbischof in Prag ernannt, geweiht am 6. Januar 1983, emerit. am 25. September 2002, † 14. Juni 2010                                      |             |        |
| 34  | Antonín Liška CSsR                          | 1988 | 1991 | * 17. September 1924 in Bohumilice, am 22. September 1951 zum Priester geweiht, am 19. Mai 1988 zum Titularbischof von Vergi und zum Weihbischof in Prag ernannt, geweiht am 11. Juni 1988, am 28. August 1991 Bischof von Budweis, † 15. Oktober 2003                        |             |        |
| 35  | František Lobkowicz OPraem                  | 1990 | 1996 | * 5. Januar 1948 in Pilsen, am 15. August 1972 zum Priester geweiht, am 17. März 1990 zum Titularbischof von Catabum Castra und Weihbischof in Prag ernannt, geweiht am 7. April 1990, am 30. Mai 1996 Bischof von Ostrava-Opava, † 16. Februar 2022                          |             |        |
| 36  | Václav Maly                                 | 1996 |      | * 21. September 1950 in Prag, am 26. Juni 1976 zum Priester geweiht, am 3. Dezember 1996 zum Titularbischof von Marcelliana und Weihbischof in Prag ernannt, geweiht am 11. Januar 1997                                                                                       |             |        |
| 37  | Jiří Paďour, OFMCap                         | 1996 | 2001 | * 4. April 1943 in Vráclav, am 21. Juni 1975 zum Priester geweiht, am 3. Dezember 1996 zum Titularbischof von Ausuccura und zum Weihbischof in Prag ernannt, geweiht am 11. Januar 1997, am 23. Februar 2001 Koadjutorbischof und seit 25. September 2002 Bischof von Budweis |             |        |
| 38  | Karel Herbst SDB                            | 2002 | 2016 | * 6. November 1943 in Prag, am 23. Januar 1973 zum Priester geweiht, am 19. Februar 2002 zum Titularbischof von Siccesi und zum Weihbischof in Prag ernannt, geweiht am 6. August 2002, Rücktritt am 1. Dezember 2016                                                         |             |        |